# شست أزرق

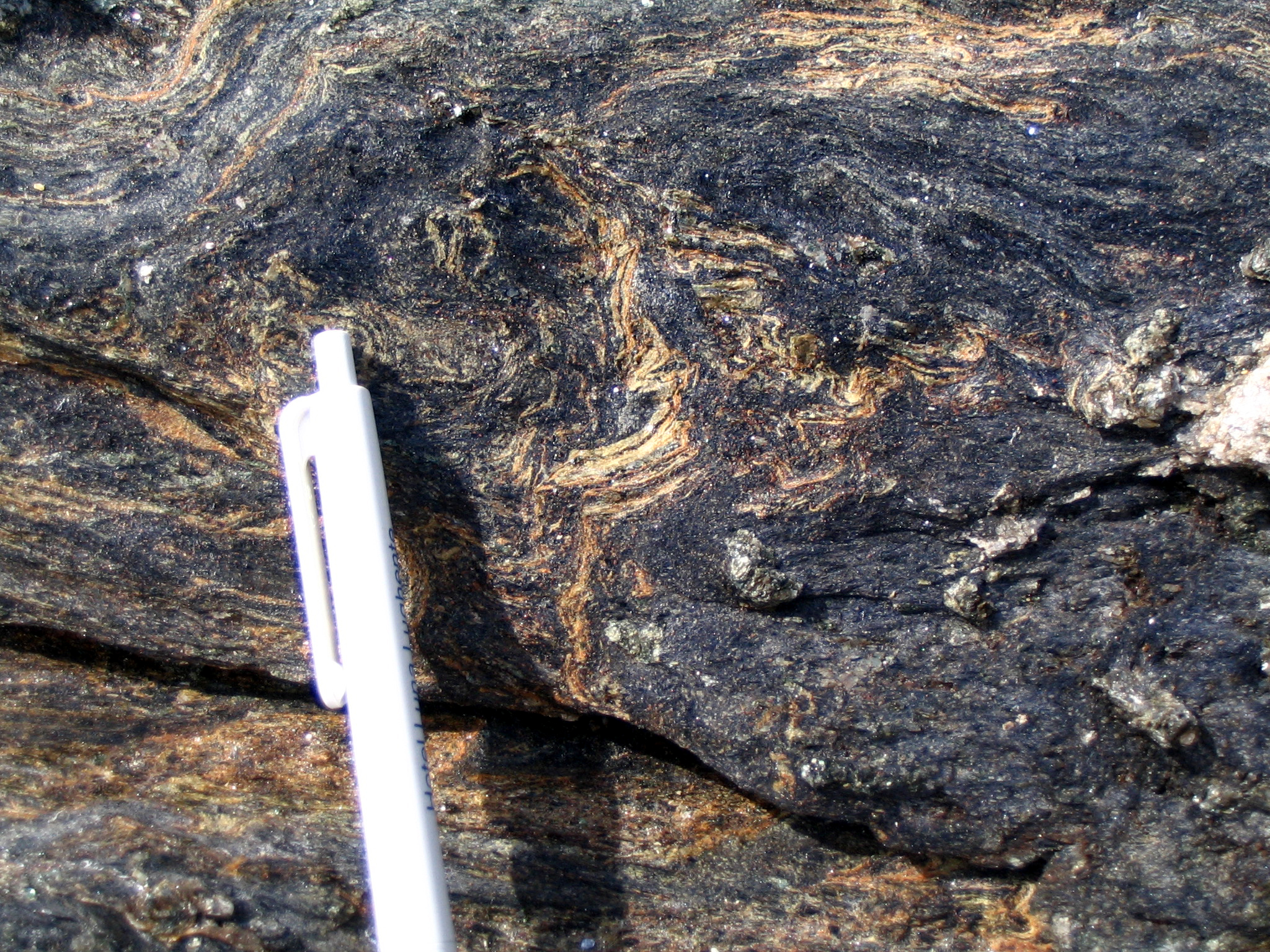
شيست أزرق في فرنسا.

الشيست الأزرق (بالإنجليزية: Blueschist)‏ أيضاً يُطلق عليه الشيست الكلوفيني، هو صخر بركاني متحول يتشكل من خلال تحول من البازلت والصخور مع تكوين مماثل في الضغوط العالية ودرجات الحرارة المنخفضة (200 ~ 500 درجة مئوية)، أي ما يعادل تقريباً عمق 15 إلى 30 كيلومتراً. اللون الأزرق يأتي من وجود الغلوكوفان المعادن الغالبة واللوسونيت.